# Pressione fiscale legale
In economia, con pressione fiscale legale si intende l'indicatore percentuale che misura il livello di imposizione medio di uno stato, di un'entità geografica o di un sottoinsieme della popolazione in rapporto al PIL, al netto dell'economia sommersa e dell'economia criminale, introdotta con il SEC 2010. È un parametro che spesso è tenuto in conto o deriva da scelte del Governo in materia di politica fiscale.
La pressione fiscale legale è data dal rapporto tra l'ammontare delle imposte totali raccolte dallo Stato e il Prodotto Interno Lordo. Poiché il PIL contempla anche il lavoro sommerso e, di conseguenza, tale indicatore non tiene conto dell'evasione fiscale, la pressione fiscale legale, che tiene conto del livello legale di imposizione cui sono soggetti i contribuenti che rispettano la legge, è maggiore della pressione fiscale apparente, che è data dal rapporto tra l'ammontare complessivo delle imposte ed il PIL comprensivo dell'economia sommersa (evasione fiscale, traffico di droga, prostituzione).
Il livello complessivo di imposizione legale, cui sono soggetti un'impresa od un lavoratore dipendente o autonomo, è invece chiamato aliquota fiscale totale.

## Pressione fiscale legale e cuneo fiscale
A livello di indicatori del livello di tassazione, la pressione fiscale legale fa riferimento a tutte le attività economiche di uno Stato, valutate con il PIL.
Un indicatore che ha lo stesso significato, ma è rapportato all'attività di lavoro dipendente o di lavoro autonomo, è il cuneo fiscale, che tiene conto di tutte le imposte che lo Stato fa gravare sul PIL prodotto dal singolo.

## Pressione fiscale legale in Italia
In Italia la pressione fiscale apparente è ad alti livelli rispetto al resto del mondo.
Considerato che la pressione fiscale apparente è calcolata sul PIL comprensivo di economia sommersa ed economia criminale e che tale quota in Italia rispetto agli altri paesi ha una quota più elevata, ne risulta che la pressione fiscale legale raggiunge i livelli più alti nel mondo, superiore al 50%.

### L'aliquota fiscale effettiva in Italia
Per vedere invece il peso del fisco sui singoli contribuenti bisogna valutare l'aliquota fiscale effettiva.
Nel 2014, i liberi professionisti dell'area tecnica, ingegneri, architetti, geometri, periti industriali, avevano l'aliquota fiscale effettiva media pari al 68,3% del reddito..

### News
- Fisco, in Italia il sistema più pesante d'Europa, in Ansa. URL consultato il 28 settembre 2014.
- Confcommercio: pressione fiscale pari al 53,2%, in Rai Economia. URL consultato il 2 agosto 2014.